# Andrea Cipressa
Andrea Cipressa (* 14. prosince 1963 Benátky, Itálie) je bývalý italský sportovní šermíř, který se specializoval na šerm fleretem.
Itálii reprezentoval v osmdesátých a devadesátých letech. Na olympijských hrách startoval v roce 1984 a 1988 v soutěži družstev. V roce 1985 obsadil druhé místo na mistrovství světa v soutěži jednotlivců. S italským družstvem fleretistů vybojoval na olympijských hrách 1984 zlatou olympijskou medaili a s družstvem vybojoval třikrát titul mistra světa v letech 1985, 1986, 1990.